# Erythrolamprus pyburni
Erythrolamprus pyburni — вид змій родини полозових (Colubridae). Ендемік Колумбії.

## Поширення і екологія
Erythrolamprus pyburni відомі з типової місцевості, розташованої в околицях Лома-Лінди в департаменті Мета. Вони живуть в тропічних лісах. Ведуть прихований, нічний спосіб життя.